# Ana Carolina (voleibolista)
Ana Carolina da Silva (Belo Horizonte, 8 de abril de 1991), é uma voleibolista indoor brasileira que atua na posição de Central. Conquistou pela Seleção Brasileira de Novas duas medalhas em edições da Universíada de Verão, nos anos de 2011 e 2013, ouro e prata respectivamente. Disputou pela Seleção Brasileira a edição do Mountreux Volley Masters de 2014 e foi medalhista de ouro no Grand Prix de 2014, no Japão. Em clubes é medalhista de prata no Campeonato Mundial de Clubes de 2013 e de 2017, na Suíça e no Japão, devidamente. Também é hexacampeã do Campeonato Sul-Americano de Clubes nos anos de 2013, 2015, 2016, 2017, 2021 e 2023. Em 2 março de 2023, se casou com Anne Buijs, jogadora da Seleção Holandesa de Vôlei.

## Carreira
Carol foi revelada nas categorias de base do Mackenzie/ Cia. do Terno onde permaneceu no período de 2005 a 2010, clube pelo qual conquistou na categoria juvenil o título do Campeonato Mineiro em 2007.Também representou a Seleção Mineira na categoria juvenil no Campeonato Brasileiro de Seleções (Divisão Especial), sendo bronze nas edições de 2007 em Santa Catarina e 2008 em Minas Gerais, e vice-campeã no ano de 2009(1ª Divisão). sediado em Alagoas
Por este clube mineiro disputou sua primeira edição da Superliga Brasileira A na temporada 2008-09 quando avançou às quartas de final desta competição e encerrou na sexta posição sob o comando do técnico Sérgio Vera. Na temporada seguinte sagrou-se campeã do Campeonato Mineiro de 2009 e na Superliga Brasileira A 2009-10 permaneceu no mesmo clube que utilizou a alcunha de Mackenzie/ Newton Paiva encerrou apenas na décima primeira posição iniciada sob o comando de André Scott e finalizada com Humberto Furtado
Na jornada esportiva 2010-11 é contratada pelo Pinheiros/Mackenzie e conquistou seu primeiro título do Campeonato Paulista em 2010. E encerrou na quarta posição após eliminação da semifinal na Superliga Brasileira A correspondente.[carece de fontes?]
Em 2011 foi convocada para Seleção Brasileira de Novas para disputar sua primeira edição de Universíada de Verão, esta sediada em Shenzhen-China, na qual conquistou a medalha de ouro. E neste mesmo ano o clube Unilever a contratou para atuar nas competições de 2011-12, sagrando-se campeã do Campeonato Carioca em 2011 e chegou a grande final da Superliga Brasileira A correspondente a este período, encerrando com o vice-campeonato.
Na temporada 2012-13 transferiu-se para o Pinheiros conquistando o vice-campeonato da Copa São Paulo de 2012. E encerrou na sexta posição por esta equipe na Superliga Brasileira A 2012-13.
Novamente foi convocada para representar a Seleção Brasileira de Novas na edição da Universíada de 2013, na qual vestiu a camisa#7 e conquistou sua segunda medalha na em participações nesta competição, encerrando com a medalha de prata na
Universíada de Verão de 2013.

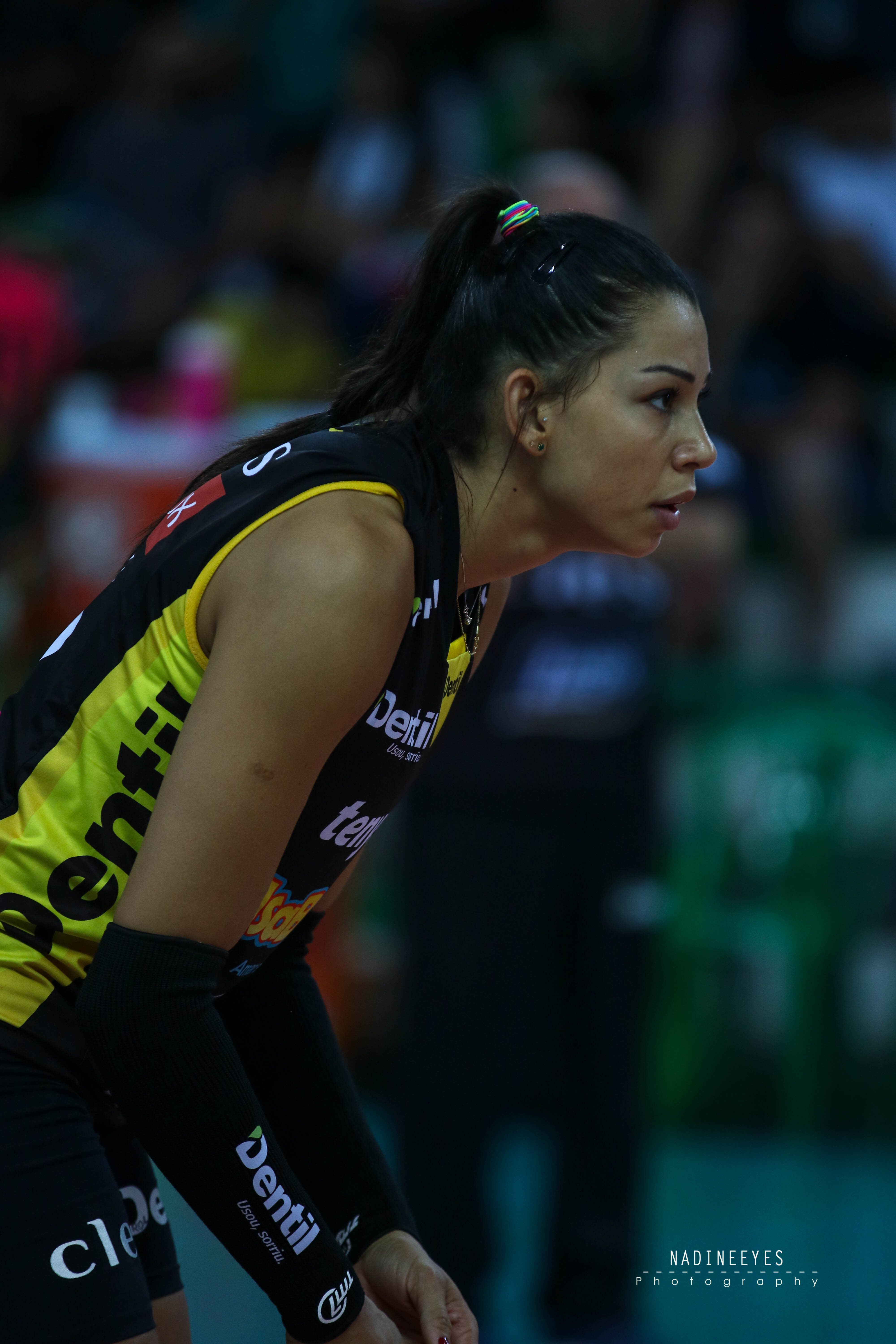
Superliga Brasileira de Voleibol Feminino de 2018–19.

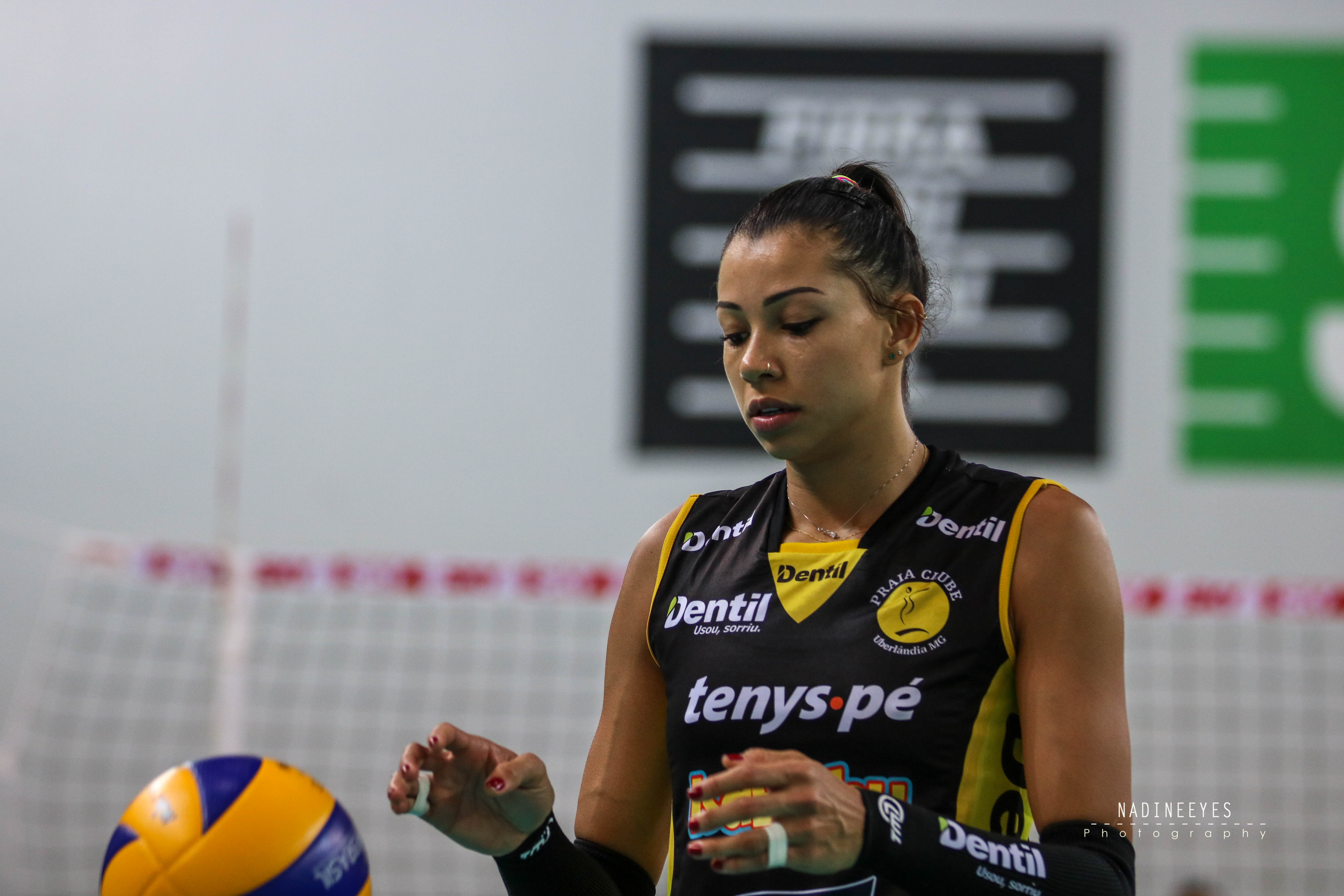
Superliga Brasileira de Voleibol Feminino de 2018–19.

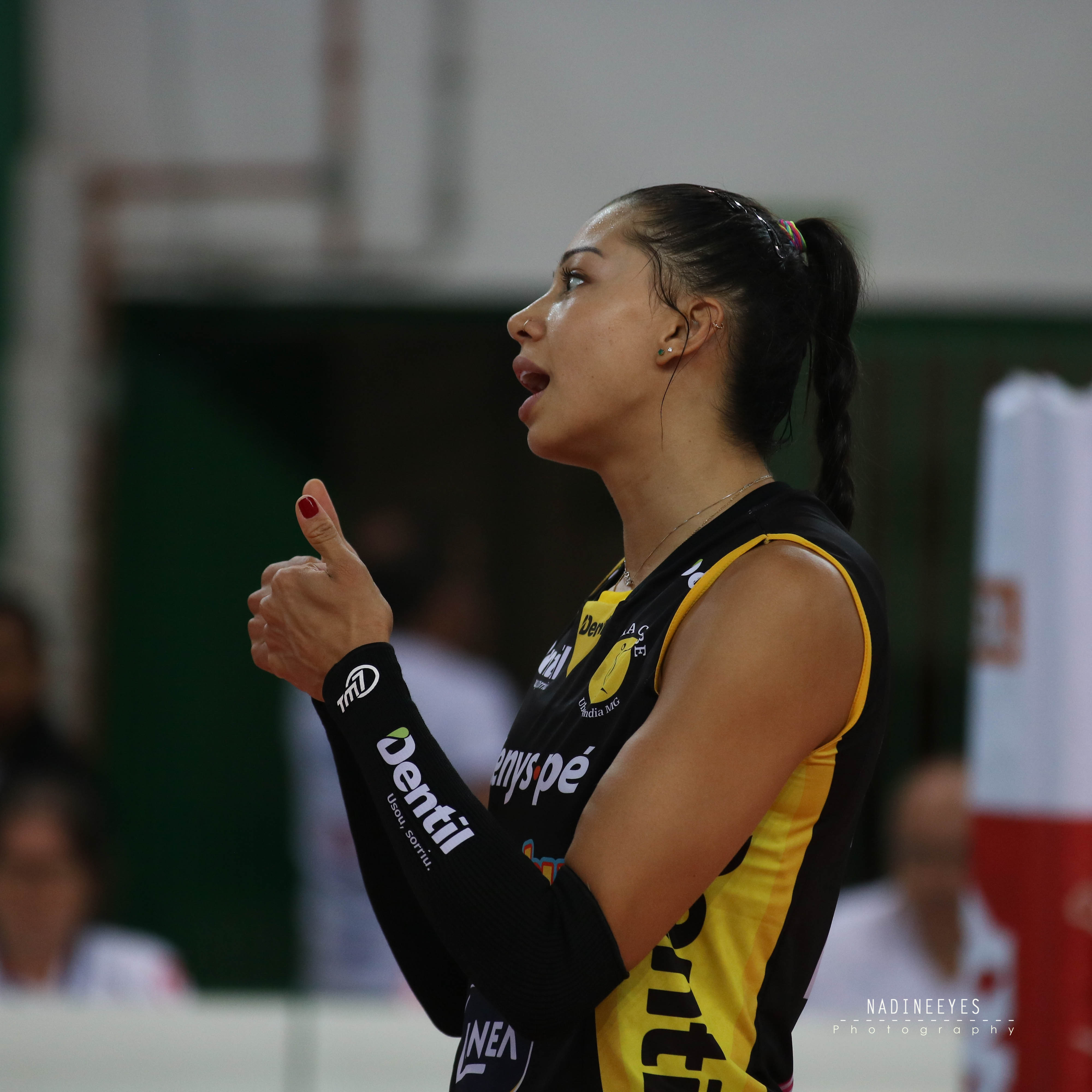
Superliga Brasileira de Voleibol Feminino de 2018–19.

Ainda em 2013 voltou a defender o clube Unilever, sob o comando do técnico Bernardo Rezende, sendo campeã carioca. E por este disputou a edição do Campeonato Mundial de Clubes sediado em Zurique-Suíça e foi medalhista de prata, destacando-se nas estatísticas por fundamento: encerrou na nona posição entre as maiores pontuadoras da competição, também foi a Melhor Bloqueadora da edição, além disso figurou na quinta posição entre as melhores sacadoras e ocupou a trigésima sexta posição entre as atletas com melhor defesa e alcançou o bronze na Copa Brasil de 2014 em Maringá-Paraná pela primeira vez em sua carreira conquista o título da Superliga Brasileira A, referente a jornada de 2013-14 sendo a segunda maior bloqueadora da edição.
Em 2014 foi convocada pela primeira vez para Seleção Brasileira sob o comando do técnico José Roberto Guimarães para disputar o Montreux Volley Másters, vestindo a camisa #6 encerrou na quinta posição, mas foi eleita a Melhor Bloqueadora da competição. Renovou contrato com o Unilever/RJ para as competições de 2014-15
Foi convocada para Seleção Principal para disputar o Grand Prix de 2014, cuja fase final deu-se em Tóquio-Japão e vestiu a camisa #4 na conquista da medalha de ouro nesta edição.
Renovou contrato com a mesma equipe que voltou a utilizar a alcunha “Rexona-Ades/RJ” na temporada 2014-15 contribuiu para a conquista do décimo primeiro título do Campeonato Carioca do clube em 2014. Disputou a Superliga Brasileira A conquistando mais uma vez o título, sendo premiada como Melhor Bloqueadora da edição.
Em 2015 “Rexona-Ades/RJ” conquistou o título do Campeonato Sul-Americano de Clubes, sediado em Osasco, no Brasil, integrando a seleção do campeonato, sendo premiada como segunda Melhor Central. Disputou o Campeonato Mundial de Clubes referente a este ano, vestia a camisa#5, a equipe encerrou na quarta posição, destacando-se nas estatísticas como segunda Melhor Bloqueadora e terceira entre as sacadoras, e integrou a seleção do campeonato, como a segunda Melhor Central.
Na temporada 2015 integrou o elenco principal da Seleção Brasileira e disputou o Grand Prix, e novamente vestiu a camisa#4, este sediado em Omaha, Estados Unids, ocasião que obteve a medalha de bronze, sendo a quarta entre as melhores bloqueadoras. Ainda em 2015 sagrou-se também campeã da primeira edição da Supercopa Brasileira em 2015, sediada em Itapetininga. Atuou novamente pelo “Rexona-Ades/RJ”  nas competições do período esportivo de 2015-16 e conquistou o título do Campeão Carioca de 2015, da mesma forma que obteve o titulo da Supercopa Brasileira na ocasião foi premiada como Melhor Saque e Melhor Bloqueadora de toda competição e conquistou a Copa Brasil de 2016 realizada em Campinas.
Em 2016 representou o “Rexona-Ades/RJ” na edição do Campeonato Sul-Americano de Clubes em La Plata, Argentina, além do título foi premiada como a Melhor Jogadora e também compôs a seleção do campeonato como a primeira Melhor Central. Disputou o Campeonato Mundial de Clubes de 2016 em Manila, Filipinas, edição que finalizou na quinta posição e destacou-se como a Melhor Bloqueadora da edição.
Recebeu nova convocação para Seleção Brasileira na temporada de 2016 e desfalcou o Brasil na estreia do Grand Prix de 2016 por motivo de lesão e posteriormente cortada em definitivo do elenco para as Olimpíada Rio 2016 pelo mesmo motivo anterior.
Ainda em 2016 representou nesse mesmo clube na conquista do vice-campeonato no Campeonato Carioca. conquistou o bicampeonato da Supercopa do Brasil em Uberlândia
Pelo Rexona-Sesc/RJ disputou a Superliga Brasileira A 2016-17 sagrando-se tetracampeão. Conquistou mais um título da Copa Brasil em 2017, sediada em Campinas o tetracampeonato de sua carreira do Campeonato Sul-Americano de Clubes de 2017, em Uberlândia, Brasil e o vice-campeonato na edição do Campeonato Mundial de Clubes em Kobe, Japão, sendo a quinta Melhor Bloqueadora. E esta foi sua última temporada por este clube.
Voltou a ser convocada para a Seleção Brasileira em 2017 e disputou a edição do Montreux Volley Masters deste ano, conquistando o título. Foi premiada como Melhor Jogadora (MVP) e primeira Melhor Central da seleção do campeonato. Nesse mesmo ano também disputou o Grand Prix, onde conquistou o título pela segunda vez.
Pela primeira vez atua fora do voleibol nacional, sendo contratada pela equipe turca do Nilüfer Belediye Bursa para as competições do período esportivo 2017-18. Foi repatriada pelo Dentil/Praia Clube para temporada 2018–19 do voleibol brasileiro e sagrou-se vice-campeã da edição do Campeonato Mineiro de 2018. Na sequência conquistou o título da Supercopa Brasileira de 2018, mais tarde disputou a semifinal na edição do Campeonato Mundial de Clubes de 2018, realizada em Shaoxing, terminando na quarta colocação.
Pelo Dentil/Praia Clube conquistou o vice-campeonato da Copa Brasil de 2019 realizada em Gramado. E a medalha de prata no Campeonato Sul-Americano de Clubes de 2019 realizado novamente em Belo Horizonte, e contribuiu para equipe avançar a grande final da Superliga Brasileira 2018-19, mas terminou com o vice-campeonato, e foi premiada como a segunda melhor central da edição. No dia 22 de fevereiro de 2022, no jogo contra o Rio de Janeiro Vôlei Clube apesar da derrota por 3 sets a 2, conseguiu bater o recorde de maior número de bloqueios em um único jogo na Superliga Brasileira de Voleibol Feminino, conquistando 12 pontos nesse fundamento.
Em 17 de julho de 2022, Carol tornou-se vice-campeã com o Brasil após perder a final do Liga das Nações 2022
para a Itália por 3 sets a 0, em Ankara, na Turquia. As parciais da decisão foram ( 25-23, 25-22, 25-22).
Em 13 de outubro de 2022, Carol anotou 17 pontos sendo 10 só de bloqueios contra Itália em jogo válido pela semifinal do Mundial de Vôlei, assim Carol chegou a 57 na atual edição. Líder absoluta da lista, bem como estabeleceu o novo recorde da competição, que era de Thaisa, que havia marcado 45 pontos na edição de 2014.
Em 15 de outubro de 2022, Carol tornou-se vice-campeã com Brasil após perder a final do Campeonato Mundial 2022
para a Sérvia por 3 sets a 0, em Apeldoorn, na Holanda. As parciais da decisão foram (26/24, 25/22 e 25/17).
Em 29 de junho de 2023, Carol foi anunciada pelo Savino Del Bene, time italiano vestindo a camisa#16 para disputa da temporada 2023-24.
Em 11 de agosto de 2024, ganha sua segunda medalha em jogos olímpicos, o bronze na Olimpíada Paris 2024, após vencer a Turquia por 3x1.
No dia 02 de agosto de 2025, Carol oficializou sua aposentaria da Seleção Brasileira através de seu Instagram, após 10 anos.

## Clubes
| Clube                     | De        | A         |
| ------------------------- | --------- | --------- |
| Mackenzie/Newton Paiva    | 2005-2006 | 2009-2010 |
| Pinheiros/Mackenzie       | 2010-2011 | 2010-2011 |
| Unilever Vôlei            | 2011-2012 | 2011-2012 |
| EC Pinheiros              | 2012-2013 | 2012-2013 |
| Rexona Sesc-RJ            | 2013-2014 | 2016-2017 |
| Nilüfer Belediye Spor     | 2017-2018 | 2017-2018 |
| Dentil/Praia Clube        | 2018-2019 | 2022-2023 |
| Savino Del Bene Scandicci | 2023-2024 | 2024-2025 |
| LOVB Nebraska             | 2025-2026 | 2025-2026 |

## Títulos e resultados

### Clubes
- Superliga Brasileira Aː 2013-14,[23] 2014-15,[36] 2015-16,[49] 2016-17[61] e 2022-23
- Superliga Brasileira Aː 2011-12,[1] 2018-19, 2020-21[85] e 2021-22
- Superliga Italiana A: 2023-24
- Liga dos Campeões: 2024-25
- Supercopa Brasileira de Voleibolː2015,[48] 2016,[60] 2018,[74] 2019, 2020 e 2021
- Troféu Super Vôlei: 2020
- Copa Brasil: 2016[52] e 2017[62]
- Copa Brasil: 2019,[77] 2020, 2021 e 2023
- Copa Brasil: 2014[22] e 2015[86]
- Campeonato Mineiroː 2009,[1] 2019,[87] 2021, 2023[88]
- Campeonato Mineiro: 2018,[73] 2020, 2022
- Campeonato Mineiro: 2013
- Campeonato Carioca: 2011,[1] 2013,[14] 2014[34] e 2015[34]
- Campeonato Carioca: 2016[59]
- Campeonato Paulistaː 2010[1]
- Copa São Pauloː 2012[11]
- Campeonato Brasileiro de Seleções Juvenilː 2009[1]
- Campeonato Brasileiro de Seleções Juvenilː 2007[1] e 2008[1]
- Campeonato Mineiro Juvenilː 2007[1]

### Seleção Brasileira
- Grand Prix de Voleibol Feminino 2014
- Campeonato Mundial de Voleibol 2014
- Grand Prix de Voleibol Feminino 2015
- Campeonato Sul-Americano 2015
- Grand Prix de Voleibol Feminino 2017
- Montreux Volley Masters 2017
- Campeonato Sul-Americano 2017
- Liga das Nações de Voleibol 2019
- Jogos Olímpicos de Verão 2020
- Liga das Nações de Voleibol 2021
- Campeonato Sul-Americano 2021
- Campeonato Mundial de Voleibol 2022
- Liga das Nações de Voleibol Feminino 2022
- Campeonato Sul-Americano 2023
- Jogos Olímpicos de Verão 2024

## Premiações individuais
- 2ª Melhor Central do Campeonato Mundial de Clubes de 2013
- Melhor Bloqueadora do Montreux Volley Masters de 2014
- Melhor Bloqueadora da Superliga Brasileira de 2014/15
- 1ª Melhor Central do Campeonato Sul-Americano de Clubes de 2014
- 2ª Melhor Central do Campeonato Mundial de Clubes de 2015
- Melhor Bloqueadora da Superliga Brasileira de 2015/16
- Melhor Sacadora da Superliga Brasileira de 2015/16
- MVP do Campeonato Sul-Americano de Clubes de 2015
- 1ª Melhor Central do Campeonato Sul-Americano de Clubes de 2015
- Melhor Bloqueadora do Campeonato Mundial de Clubes de 2016[56]
- MVP do Montreux Volley Masters de 2017
- 1ª Melhor Central do Montreux Volley Masters de 2017
- 2ª Melhor Central do Campeonato Sul-Americano de Clubes de 2017
- 2ª Melhor Central do Campeonato Sul-Americano de 2017
- 1ª Melhor Central da Copa dos Campeões de 2017
- Melhor Bloqueadora da Copa dos Campeões de 2017
- 1ª Melhor Central da Liga A Turca de 2017/18
- Melhor Bloqueadora da Liga A Turca de 2017/18
- 1ª Melhor Central da Superliga Brasileira de 2018/19
- 2ª Melhor Central do Campeonato Sul-Americano de Clubes de 2020
- 2ª Melhor Central da Superliga Brasileira de 2020/21
- Melhor Central do Campeonato Sul-Americano 2021
- 2ª Melhor Central da Superliga Brasileira de 2021/22
- Craque da Galera da Superliga Brasileira de 2021/22
- 1ª Melhor Central do Campeonato Sul-Americano de Clubes de 2022
- 2ª Melhor Central da Liga das Nações de 2022
- 1ª Melhor Central do Campeonato Mundial de 2022